# Synagoga na Kladně
Bývalá synagoga ve městě Kladno stojí v ulici Plk. Stříbrného jako dům čp. 686. Je chráněna jako kulturní památka a od roku 1939 slouží jako kostel Církve československé husitské.

## Historie
Židé se na Kladně směli začít usazovat až počátkem 19. století a židovská obec byla založena v roce 1893. Veřejná modlitebna z roku 1864 brzy přestala narůstajícímu počtu židovských obyvatel stačit, a tak bylo v roce 1884 rozhodnuto o stavbě synagogy, jež byla navržena Emanuelem Brandtem z Prahy a otevřena o rok později.
Bohoslužby se zde sloužily do začátku nacistické okupace a od roku 1939 budovu využívá Církev československá husitská, jíž byla předána kvůli ochraně před nacisty. Od roku 1958 církev synagogu vlastní. V suterénu, zamýšleném původně pro zimní modlitebnu a mikve, dnes najdeme farní kanceláře a kolumbárium.
Po druhé světové válce byla činnost židovské obce na krátkou dobu obnovena, ale modlitebna znovu zřízena nebyla, a věřící jezdili do synagog pražských. V letech 1942–1943 existoval na Kladně pracovní tábor pro židovské muže, který byl pobočkou koncentračního tábora Terezín. Tři podobné tábory byly i v okolních vsích (Dubí, Motyčín, Vinařice).

## Popis
V novorenesanční budově s oltářním výklenkem) na východní straně je dochována původní dřevěná ženská galerie a v západním štítě kamenné Desatero, dále varhany, původní výmalba a kopie plastiky Ukřižovaný Františka Bílka, jejíž originál se nachází v pražské katedrále sv. Víta.